# Teresa Hernández Sagués
Teresa Hernández Sagués (Burgohondo,1910 - ??) va ser una activista sindical i comunista, militant del Partit Socialista Unificat de Catalunya (PSUC)
Nascuda a Burgohondo (Àvila) el 1910, la seva família es va traslladar ben aviat a Barcelona i els seus germans ja van néixer en aquesta ciutat. Dona treballadora i activista sindical, es va casar amb Roldán Cortada i Dolcet, paleta de professió i dirigent de la CNT, amb el qual va tenir un fill. Per la seva oposició al predomini de la FAI, el 1931 Cortada va firmar el Manifest dels Trenta i el 1933 va ingressar a la UGT. El 1936, en plena Guerra Civil, es va afiliar al PSUC i va ser secretari del Conseller de la Generalitat Rafael Vidiella. A l'abril de 1937 en represàlia, va ser assassinat a Molins de Rei per un escamot incontrolat de la CNT-FAI.
Al finalitzar la guerra, amb la derrota del bàndol republicà, Teresa Hernández va participar en la primera reconstrucció clandestina del PSUC. Va ser delatada per un confident infiltrat i detinguda el 5 de febrer de 1940 juntament amb la seva germana Antònia, Maria Domènech, Isabel Vicente, Maria González i altres militants. Conduïda a la Prefectura Superior de Policia, va ser interrogada i sotmesa a maltractaments i tortures. Jutjada en un Consell de Guerra Sumaríssim, que va durar tres dies, va ser condemnada a la pena capital, tot i que posteriorment li va ser commutada per la de trenta anys de presó.
Va estar reclosa a la Presó de dones de les Corts fins que el 1955 el convent-presó Asil del Bon Consell va ser retornat a les seves antigues propietàries, les monges Dominiques de la Presentació (tot i que administrativament encara va funcionar fins al 1959) El 31 octubre 1955, un contingent de 262 preses i 28 nens van ser traslladats a un pavelló de La Presó Model de Barcelona, d'on Teresa Hernández va sortir en llibertat el 12 maig 1956, amb l'ordre de desterrament. Es va establir a Pajarejos, un petit poble de la província de Segòvia i va abandonar la militància política.